# Poa dipsacea
Poa dipsacea là một loài thực vật có hoa trong họ Hòa thảo. Loài này được Petrie miêu tả khoa học đầu tiên năm 1893 publ. 1894.